# Ventron
Ventron – miejscowość i gmina we Francji, w regionie Grand Est, w departamencie Wogezy.
Według danych na rok 1990 gminę zamieszkiwało 900 osób, a gęstość zaludnienia wynosiła 36 osób/km² (wśród 2335 gmin Lotaryngii Ventron plasuje się na 399. miejscu pod względem liczby ludności, natomiast pod względem powierzchni na miejscu 101.).